# Nederlandse kampioenschappen atletiek
De Nederlandse kampioenschappen atletiek zijn de nationale kampioenschappen outdoor voor senioren. Deze worden al sinds 1902 georganiseerd onder auspiciën van de (K)NAU. Topatleten strijden jaarlijks op het NK Atletiek voor de nationale titels op diverse loop- en technische nummers. De 10000 m en de meerkamp worden op een ander tijdstip verwerkt.
Naast deze kampioenschappen vinden er elk jaar ook Nederlandse kampioenschappen op de weg (10 km, halve en hele marathon, 100 km, 24 uur en snelwandelen) en voor het veldlopen plaats. Verder zijn er NK's voor A/B-junioren en masters.

## Uitslagen
| Jaar | Datum                                     | Plaats                                 | Uitslagen |
| ---- | ----------------------------------------- | -------------------------------------- | --------- |
| 1911 | 11 juni, 20 & 28 augustus en 10 september | Breda, Den Haag, Zwolle en Arnhem      | Uitslagen |
| 1938 | 7 augustus                                | Deventer                               | Uitslagen |
| 1939 | 29 en 30 juli                             | Rotterdam (kogelslingeren in Den Haag) | Uitslagen |
| 1940 | 10 en 11 augustus                         | Amsterdam                              | Uitslagen |
| 1956 | 4 en 5 augustus                           | Rotterdam                              | Uitslagen |
| 1957 | 10 en 11 augustus                         | Den Haag                               | Uitslagen |
| 1958 | 5 en 6 juli                               | Rotterdam                              | Uitslagen |
| 1959 | 12 en 13 juli                             | Rotterdam                              | Uitslagen |
| 1960 | 23 en 24 juli                             | Eindhoven                              | Uitslagen |
| 1961 | 29 en 30 juli                             | Vlaardingen                            | Uitslagen |
| 1962 | 11 en 12 augustus                         | Amsterdam                              | Uitslagen |
| 1963 | 10 en 11 augustus                         | Rotterdam                              | Uitslagen |
| 1964 | 22 en 23 augustus                         | Beverwijk                              | Uitslagen |
| 1965 | 14 en 15 augustus                         | Groningen                              | Uitslagen |
| 1966 | 6 en 7 augustus                           | Amsterdam                              | Uitslagen |
| 1967 | 12 en 13 augustus                         | Rotterdam                              | Uitslagen |
| 1968 | 3 en 4 augustus                           | Groningen                              | Uitslagen |
| 1969 | 2 en 3 augustus                           | Groningen                              | Uitslagen |
| 1970 | 25 en 26 juli                             | Haarlem                                | Uitslagen |
| 1971 | 3 en 4 juli                               | Drachten                               | Uitslagen |
| 1972 | 4 t/m 6 augustus                          | Kerkrade                               | Uitslagen |
| 1973 | 14 en 15 juli                             | Den Haag                               | Uitslagen |
| 1974 | 2 t/m 4 augustus                          | Arnhem                                 | Uitslagen |
| 1975 | 5 en 6 juli                               | Arnhem                                 | Uitslagen |
| 1976 | 21 en 22 augustus                         | Den Haag                               | Uitslagen |
| 1977 | 8 t/m 10 juli                             | Sittard                                | Uitslagen |
| 1978 | 4 t/m 6 augustus                          | Groningen                              | Uitslagen |
| 1979 | 10 t/m 12 augustus                        | Nijmegen                               | Uitslagen |
| 1980 | 8 t/m 10 augustus                         | Sittard                                | Uitslagen |
| 1981 | 8 en 9 augustus                           | Utrecht                                | Uitslagen |
| 1982 | 7 en 8 augustus                           | Amsterdam                              | Uitslagen |
| 1983 | 23 en 24 juli                             | Vught                                  | Uitslagen |
| 1984 | 23 en 24 juni                             | Sittard                                | Uitslagen |
| 1985 | 6 en 7 juli                               | Zwolle                                 | Uitslagen |
| 1986 | 12 en 13 juli                             | Amsterdam                              | Uitslagen |
| 1987 | 11 en 12 juli                             | Leiden                                 | Uitslagen |
| 1988 | 16 en 17 juli                             | Groningen                              | Uitslagen |
| 1989 | 7 t/m 9 juli                              | Hengelo                                | Uitslagen |
| 1990 | 13 t/m 15 juli                            | Rotterdam                              | Uitslagen |
| 1991 | 26 t/m 28 juli                            | Eindhoven                              | Uitslagen |
| 1992 | 3 t/m 5 juli                              | Helmond                                | Uitslagen |
| 1993 | 23 t/m 25 juli                            | Amsterdam                              | Uitslagen |
| 1994 | 15 t/m 17 juli                            | Assen                                  | Uitslagen |
| 1995 | 14 t/m 16 juli                            | Bergen op Zoom                         | Uitslagen |
| 1996 | 31 mei t/m 2 juni                         | Den Haag                               | Uitslagen |
| 1997 | 4 t/m 6 juli                              | Emmeloord                              | Uitslagen |
| 1998 | 10 t/m 12 juli                            | Groningen                              | Uitslagen |
| 1999 | 26 en 27 juni                             | Apeldoorn                              | Uitslagen |
| 2000 | 15 en 16 juli                             | Olympisch Stadion (Amsterdam)          | Uitslagen |
| 2001 | 7 en 8 juli                               | Tilburg                                | Uitslagen |
| 2002 | 6 en 7 juli                               | Sittard                                | Uitslagen |
| 2003 | 12 en 13 juli                             | Olympisch Stadion (Amsterdam)          | Uitslagen |
| 2004 | 10 en 11 juli                             | Utrecht                                | Uitslagen |
| 2005 | 9 en 10 juli                              | Olympisch Stadion (Amsterdam)          | Uitslagen |
| 2006 | 8 en 9 juli                               | Olympisch Stadion (Amsterdam)          | Uitslagen |
| 2007 | 30 juni en 1 juli                         | Olympisch Stadion (Amsterdam)          | Uitslagen |
| 2008 | 5 en 6 juli                               | Olympisch Stadion (Amsterdam)          | Uitslagen |
| 2009 | 1 en 2 augustus                           | Olympisch Stadion (Amsterdam)          | Uitslagen |
| 2010 | 17 en 18 juli                             | Olympisch Stadion (Amsterdam)          | Uitslagen |
| 2011 | 30 en 31 juli                             | Olympisch Stadion (Amsterdam)          | Uitslagen |
| 2012 | 16 en 17 juni                             | Olympisch Stadion (Amsterdam)          | Uitslagen |
| 2013 | 20 en 21 juli                             | Olympisch Stadion (Amsterdam)          | Uitslagen |
| 2014 | 26 en 27 juli                             | Olympisch Stadion (Amsterdam)          | Uitslagen |
| 2015 | 30 juli t/m 2 augustus                    | Olympisch Stadion (Amsterdam)          | Uitslagen |
| 2016 | 16 t/m 19 juni                            | Olympisch Stadion (Amsterdam)          | Uitslagen |
| 2017 | 14 t/m 16 juli                            | Utrecht                                | Uitslagen |
| 2018 | 21 t/m 24 juni                            | Utrecht                                | Uitslagen |
| 2019 | 25 t/m 28 juli                            | Den Haag                               | Uitslagen |
| 2020 | 29 en 30 augustus                         | Utrecht                                | Uitslagen |
| 2021 | 24 t/m 27 juni                            | Breda                                  | Uitslagen |
| 2022 | 24 t/m 26 juni                            | Apeldoorn                              | Uitslagen |
| 2023 | 28 t/m 30 juli                            | Breda                                  | Uitslagen |
| 2024 | 28 t/m 30 juni                            | Hengelo                                | Uitslagen |
| 2025 | 2 en 3 augustus                           | Hengelo                                | Uitslagen |

## Kampioenschapsrecords

### Mannen
| Onderdeel            | Record    | Atleet              | Vereniging         | Plaats         | Datum       | Jaar |
| -------------------- | --------- | ------------------- | ------------------ | -------------- | ----------- | ---- |
| 100 m                | 10,04 s   | Churandy Martina    | Rotterdam Atletiek | Amsterdam      | 20 juli     | 2013 |
| 200 m                | 20,11 s   | Churandy Martina    | Rotterdam Atletiek | Amsterdam      | 19 juni     | 2016 |
| 400 m                | 45,41 s   | Liemarvin Bonevacia | Rotterdam Atletiek | Amsterdam      | 27 juli     | 2014 |
| 800 m                | 1.45,25   | Thijmen Kupers      | Groningen Atletiek | Amsterdam      | 19 juni     | 2016 |
| 1500 m               | 3.35,80   | Stefan Nillessen    | AV Cifla           | Hengelo        | 30 juni     | 2024 |
| 5000 m               | 13.34,62  | Kamiel Maase        | Leiden Atletiek    | Utrecht        | 11 juli     | 2004 |
| 10.000 m             | 27.50,50  | Jos Hermens         | KNAU               | Groningen      | 4 augustus  | 1978 |
| 3000 m steeple       | 8.20,61   | Simon Vroemen       | A.V. Sprint        | Amsterdam      | 8 augustus  | 2006 |
| 110 m horden         | 13,44 s   | Robin Korving       | AV Hera            | Amsterdam      | 16 juli     | 2000 |
| 400 m horden         | 48,73 s   | Harry Schulting     | Prins Hendrik      | Nijmegen       | 12 augustus | 1979 |
| 4 x 100 m            | 40,64     |                     | AAC                | Assen          | 17 juli     | 1974 |
| 4 x 400 m            | 2.58,22   |                     | AAC                | Rotterdam      | 15 juli     | 1990 |
| 20 km snelwandelen   | 1:27.48,1 | Harold van Beek     | RWV                | Bergen op Zoom | 15 juli     | 1995 |
| Hoogspringen         | 2,26 m    | Ruud Wielart        | AV Haarlem         | Nijmegen       | 12 augustus | 1979 |
| Polsstokhoogspringen | 5,84 m    | Menno Vloon         | AV Lycurgus        | Hengelo        | 30 juni     | 2024 |
| Verspringen          | 8,19 m    | Emiel Mellaard      | AAC                | Groningen      | 17 juli     | 1988 |
| Hink-stap-springen   | 16,65 m   | Fabian Florant      | HAAG Atletiek      | Amsterdam      | 2 augustus  | 2015 |
| Kogelstoten          | 21,02 m   | Rutger Smith        | Groningen Atletiek | Amsterdam      | 8 juli      | 2006 |
| Discuswerpen         | 67,16 m   | Erik de Bruin       | HAAG Atletiek      | Eindhoven      | 27 juli     | 1991 |
| Kogelslingeren       | 73,55 m   | Denzel Comenentia   | AAC                | Hengelo        | 28 juni     | 2024 |
| Speerwerpen          | 78,22 m   | Bjorn Blommerde     | A.V. Sprint        | Amsterdam      | 18 juli     | 2010 |
| Tienkamp             | 8447 p    | Robert de Wit       | PSV Atletiek       | Eindhoven      | 22 mei      | 1988 |

### Vrouwen
| Onderdeel            | Record   | Atleet                        | Vereniging                     | Plaats            | Datum           | Jaar      |
| -------------------- | -------- | ----------------------------- | ------------------------------ | ----------------- | --------------- | --------- |
| 100 m                | 11,02 s  | Dafne Schippers               | Hellas Utrecht                 | Amsterdam         | 31 juli         | 2015      |
| 200 m                | 22,62 s  | Tasa Jiya                     | AV Lycurgus                    | Hengelo           | 30 juni         | 2024      |
| 400 m                | 51,68 s  | Gretha Tromp                  | AV Hera                        | Eindhoven         | 28 juli         | 1991      |
| 800 m                | 2.01,07  | Sanne Verstegen               | Rotterdam Atletiek             | Amsterdam         | 27 juli         | 2014      |
| 1500 m               | 4.11,47  | Britt Ummels                  | AV Unitas                      | Den Haag          | 28 juli         | 2019      |
| 5000 m               | 15.15,70 | Diane van Es                  | PAC                            | Hengelo           | 28 juni         | 2024      |
| 10 000 m             | 32.20,37 | Lornah Kiplagat               | AV Hylas                       | Vught             | 25 mei          | 2006      |
| 3000 m steeple       | 9.43,26  | Irene van der Reijken         | Rotterdam Atletiek             | Breda             | 25 juni         | 2021      |
| 100 m horden         | 12,77 s  | Nadine Visser                 | SAV                            | Apeldoorn         | 26 juni         | 2022      |
| 400 m horden         | 54,95 s  | Cathelijn Peeters             | Prins Hendrik                  | Breda             | 29 juli         | 2023      |
| 4 x 100 m            | 45,31    |                               | Eindhoven Atletiek             | Amsterdam         | 2 augustus      | 2015      |
| 4 x 400 m            | 3.42,85  |                               | Rotterdam Atletiek             | Amsterdam         | 19 juli         | 2016      |
| Hoogspringen         | 1,91 m   | Nadine Broersen Britt Weerman | A.V. Sprint Groningen Atletiek | Amsterdam Hengelo | 27 juli 29 juni | 2014 2024 |
| Polsstokhoogspringen | 4,55 m   | Femke Pluim                   | AAV '36                        | Amsterdam         | 1 augustus      | 2015      |
| Verspringen          | 6,78 m   | Dafne Schippers               | Hellas Utrecht                 | Amsterdam         | 26 juli         | 2014      |
| Hink-stap-springen   | 13,38 m  | Nora Ritzen                   | AV Unitas                      | Amsterdam         | 18 juni         | 2016      |
| Kogelstoten          | 19,79 m  | Jessica Schilder              | AV Hera                        | Hengelo           | 28 juni         | 2024      |
| Discuswerpen         | 64,62 m  | Jorinde van Klinken           | Groningen Atletiek             | Breda             | 29 juli         | 2023      |
| Kogelslingeren       | 64,77 m  | Wendy Koolhaas                | Groningen Atletiek             | Utrecht           | 29 augustus     | 2020      |
| Speerwerpen          | 59,53 m  | Lisanne Schol                 | AV Lycurgus                    | Utrecht           | 30 augustus     | 2020      |
| Zevenkamp            | 6213 p   | Marjon Wijnsma                | Olympia                        | Eindhoven         | 22 mei          | 1988      |